# Robert Coote
Robert Coote (Londra, 4 febbraio 1909 – New York, 26 novembre 1982) è stato un attore britannico.

## Biografia
Coote studiò all'Hurstpierpoint College nel Sussex. All'età di 16 anni iniziò la carriera di attore teatrale, esibendosi in Gran Bretagna, Sud Africa e Australia prima di arrivare a Hollywood alla fine degli anni trenta. Sul grande schermo interpretò una lunga serie di personaggi secondari, specializzandosi in ruoli di altezzosi militari britannici, tra i quali fu memorabile quello del sergente Bertie Higginbotham in Gunga Din (1939).
La sua carriera di attore fu interrotta quando fu arruolato come caposquadriglia nella Royal Canadian Air Force durante la seconda guerra mondiale. Interpretò Bob Trubshawe nel film Scala al paradiso (1946), celebre pellicola britannica diretta da Michael Powell ed Emeric Pressburger, dopodiché tornò a Hollywood, dove apparve - tra gli altri - nei film Il fantasma e la signora Muir (1947), Ambra (1947), I tre moschettieri (1948), nel ruolo del raffinato Aramis, e Otello, nella versione diretta nel 1951 da Orson Welles, in cui interpretò il ruolo di Roderigo.
Nel 1956, interpretò a Broadway il ruolo del colonnello Pickering nella rappresentazione teatrale del musical My Fair Lady, e fu impegnato nelle repliche fino al 1962. Ripropose il medesimo ruolo nel revival del musical, che andò in scena nuovamente a Broadway nella stagione 1976-1977. Sempre in ambito teatrale, impersonò il re Pellinore in una versione a Broadway di Camelot, musical che andò in scena dal 1960 al 1963.
Lavorò anche per il piccolo schermo in numerose serie televisive. Ottenne una candidatura all'Emmy Award per la sua interpretazione di Timmy St. Clair nella serie televisiva della NBC Gli inafferrabili (1964-1965). Nel 1966 apparve con Jackie Gleason e Art Carney in un episodio della serie The Honeymooners, intitolato The Honeymooners in England.
Apparve per l'ultima volta sul grande schermo nel 1973, interpretando uno dei critici vittime della feroce vendetta dell'attore Edward Lionheart (Vincent Price) in Oscar insanguinato. Il suo ultimo ruolo, assai apprezzato da pubblico e critica, fu invece quello di Theodore Horstmann, l'esperto di orchidee in 14 episodi della serie televisiva Nero Wolfe (1981), con William Conrad nel ruolo principale.
Amico di lunga data di David Niven, Robert Coote morì nel sonno al New York Athletic Club nel 1982, all'età di 73 anni.

## Filmografia parziale

### Cinema
- Loyalties, regia di Basil Dean, Thorold Dickinson (1933)
- La tredicesima sedia (The Thirteenth Chair), regia di George B. Seitz (1937)
- Un americano a Oxford (A Yank at Oxford), regia di Jack Conway (1938)
- Gunga Din, regia di George Stevens (1939)
- L'ultimo avvertimento di Mr. Moto (Mr. Moto’s Last Warning), regia di Norman Foster (1939)
- La storia di Edith Cavell (Nurse Edith Cavell), regia di Herbert Wilcox (1940)
- Angeli della notte (Vigil in the Night), regia di George Stevens (1940)
- Uragano all'alba (Commandos Strike at Dawn), regia di John Farrow (1942)
- Per sempre e un giorno ancora (Forever and a Day), regia di Edmund Goulding, Cedric Hardwicke (1943)
- Scala al paradiso (A Matter of Life and Death), regia di Michael Powell, Emeric Pressburger (1946)
- Il fantasma e la signora Muir (The Ghost and Mrs. Muir), regia di Joseph L. Mankiewicz (1947)
- Lo sparviero di Londra (Lured), regia di Douglas Sirk (1947)
- Re in esilio (The Exile), regia di Max Ophüls (1947)
- Ambra (Forever Amber), regia di Otto Preminger (1947)
- Il treno ferma a Berlino (Berlin Express), regia di Jacques Tourneur (1948)
- I tre moschettieri (The Three Musketeers), regia di George Sidney (1948)
- Il Danubio rosso (The Red Danube), regia di George Sidney (1949)
- L'inafferrabile Primula Rossa (The Elusive Pimpernel), regia di Michael Powell, Emeric Pressburger (1950)
- I tre soldati (Three Soldiers), regia di Tay Garnett (1951)
- Otello (The Tragedy of Othello: The Moor of Venice), regia di Orson Welles (1951)
- Scaramouche, regia di George Sidney (1952)
- La vedova allegra (The Merry Widow), regia di Curtis Bernhardt (1952)
- Il prigioniero di Zenda (The Prisoner of Zenda), regia di Richard Thorpe (1952)
- Sette mogli per un marito (The Constant Husband), regia di Sidney Gilliat (1955)
- Il cigno (The Swan), regia di Charles Vidor (1956)
- Il principe del circo (Merry Andrew), regia di Michael Kidd (1958)
- La bocca della verità (The Horse's Mouth), regia di Ronald Neame (1958)
- Un colpo da otto (The League of Gentlemen), regia di Basil Dearden (1960)
- International Hotel (The V.I.P.s), regia di Anthony Asquith (1963)
- M 5 codice diamanti (A Man Could Get Killed), regia di Ronald Neame, Cliff Owen (1966)
- La ragazza yè yè (The Swinger), regia di George Sidney (1966)
- Prudenza e la pillola (Prudence and the Pill), regia di Fielder Cook (1968)
- Oscar insanguinato (Theater of Blood), regia di Douglas Hickox (1973)

### Televisione
- Westinghouse Desilu Playhouse – serie TV, episodio 2x09 (1959)
- Gli uomini della prateria (Rawhide) – serie TV, episodio 2x31 (1960)
- Gli inafferrabili (The Rogues) – serie TV, 30 episodi (1964-1965)
- Nero Wolfe – serie TV, 14 episodi (1981)

## Doppiatori italiani
Nelle versioni in italiano delle opere in cui ha recitato, Robert Coote è stato doppiato da:
- Carlo Romano in Otello, La vedova allegra
- Aldo Silvani ne Il fantasma e la signora Muir
- Giorgio Capecchi ne I tre moschettieri
- Lauro Gazzolo in Scaramouche
- Stefano Sibaldi ne Il prigioniero di Zenda
- Michele Malaspina in Oscar insanguinato
- Dario Ghirardi in Nero Wolfe